# Entdecker

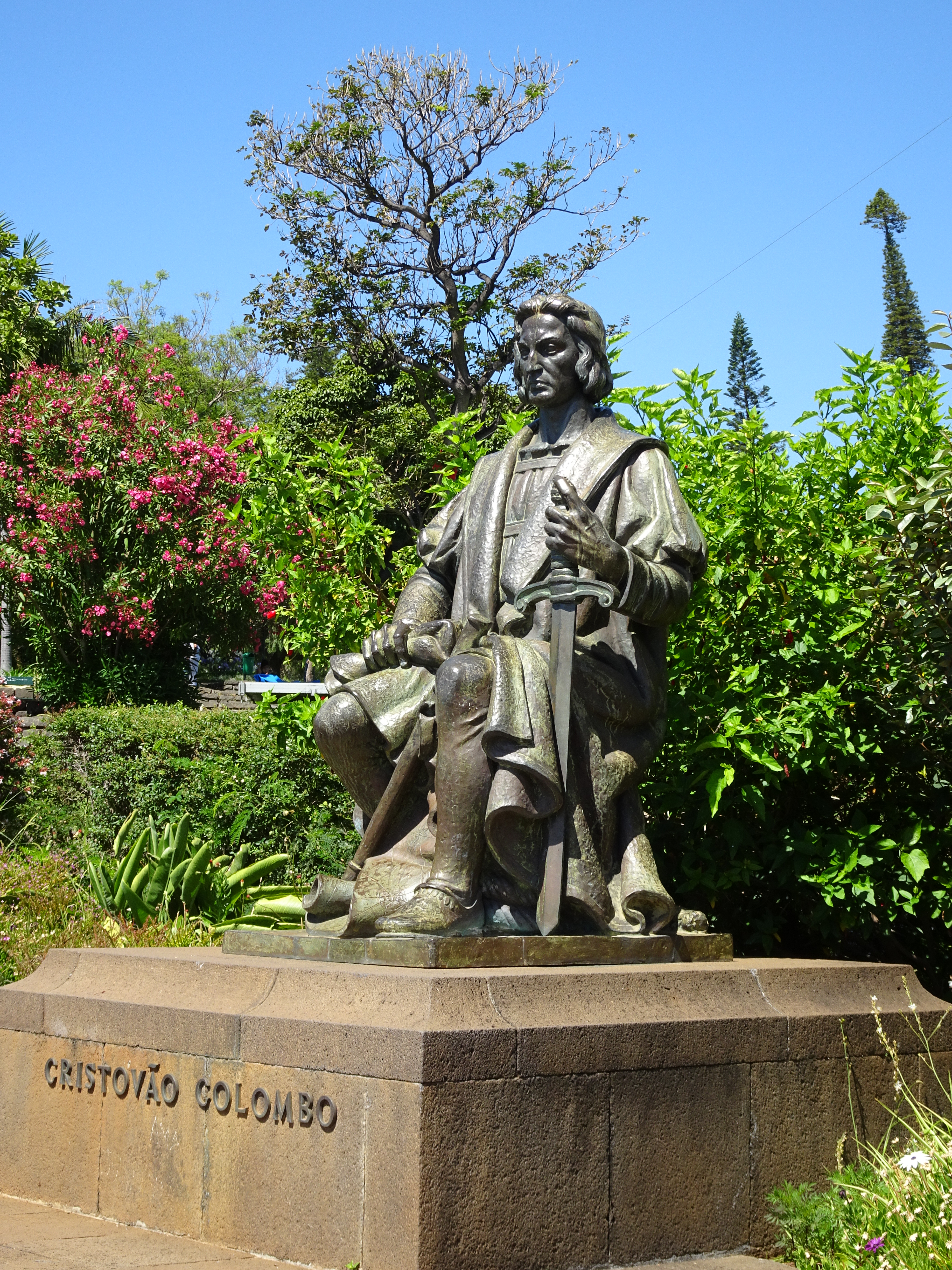
Kolumbus-Denkmal auf Madeira (Funchal)

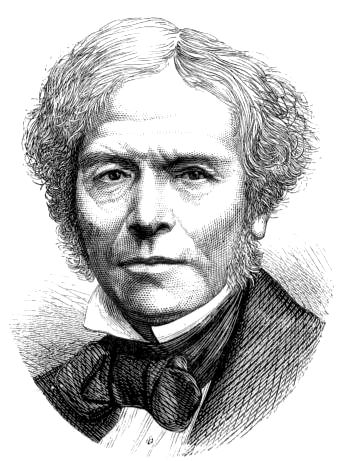
Michael Faraday – Entdecker der elektromagnetischen Induktion

Als Entdecker bezeichnet man im Allgemeinen Personen, die etwas unabhängig Existierendes beobachten und diese Kenntnis einer unbestimmten Öffentlichkeit (etwa einer Kultur) als Entdeckung zugänglich machen. Entdecken kann man als Entdecker zum Beispiel geographische Entitäten, wie Kontinente, Gebirge, Inseln, Flüsse, Wüsten, Oasen oder Quellen von Flüssen. Man kann biologische Entdeckungen machen, z. B. zuvor unbeschriebene Arten. Man kann auch Tatsachen oder Naturphänomene entdecken, wodurch man in der Wissenschaft zum Entdecker wird. Wird ein wissenschaftliches Phänomen entdeckt und dokumentiert, ist man auch dann der Entdecker, wenn man es nicht abschließend erklären kann.
In speziellem politischen und kulturellem Kontext werden die Entdecker anderer Kulturen und manchmal (in ausbeuterischem Kontext) sogar Eroberer und Kolonialisten als Entdecker bezeichnet.

## Beispiele
Es kann mehrere Entdecker desselben Phänomens geben, wie das folgende bekannte Beispiel deutlich macht:
- um ~28.000 v. Chr. entdecken Paläoindianer erstmals einen Weg, auf dem die Besiedlung Amerikas möglich wurde. Sämtliche danach einwandernden Gruppen mussten ihrerseits immer wieder unabhängig neue Wege entdecken.
- um 1000 n. Chr. entdeckten Wikinger unter der Führung von Leif Eriksson Amerika (Vinland). Das Wissen um diese Entdeckung blieb wohl auf eine kleine Gruppe begrenzt.
- 1492 entdeckt Christoph Kolumbus Amerika. Dies gilt, auch wenn er nicht als erster Mensch amerikanischen Boden betrat.
- 1504 veröffentlichte Amerigo Vespucci die Entdeckung, dass die von Kolumbus entdeckten Gebiete keine Inseln vor der Ostküste Asiens sind, sondern ein eigenständiger Kontinent sind.
- 1592 segelte der Juan de Fuca, Kefalonier in spanischen Diensten, als erster an der nördlichen Pazifikküste Nordamerikas und gilt daher als Entdecker. Eine Passage, welche er dabei fand und von der er glaubte, dass es sich um die Nordwestpassage handeln würde, heißt heute Juan-de-Fuca-Straße. Nach ihm benannt sind ferner der Juan-de-Fuca-Rücken, die Juan-de-Fuca-Platte, der Juan de Fuca Provincial Park, der Juan-de-Fuca-Felsen und der Juan-de-Fuca Wanderweg auf Vancouver Island.

Weitere Beispiele für die weite Bedeutung des Wortes Entdecker:
- um 250 v. Chr. entdeckt Archimedes von Syrakus das nach ihm benannte Prinzip. An seiner heutigen, allgemeinen Fassung haben auch Galileo Galilei und Blaise Pascal teil.
- 1569 entdeckt der Humanist Wiguläus Hundt eine Handschrift des Nibelungenliedes auf Burg Prunn im Altmühltal – heute der Prunner Codex genannt.
- 1770 entdeckt James Cook Australien. Genau genommen hat Cook die Entdeckung Australiens nur abgeschlossen, Abel Tasman und andere hatten vor ihm einzelne Kenntnisse über den Kontinent nach Europa gebracht.
- 1772 entdeckt Carl Wilhelm Scheele den Sauerstoff. Gleichzeitig und unabhängig von ihm entdeckt auch Joseph Priestley das Element.
- 1784 entdeckt Johann Wolfgang von Goethe den Zwischenkieferknochen (Intermaxillarknochen, Os incisivum) des Menschen.
- 1826 entdeckt Georg Simon Ohm das nach ihm benannte Gesetz in der Elektrotechnik.
- 1840 entdeckt Paweł Edmund Strzelecki die Gipfel der Australischen Schneeberge. Das Gebiet war zwar bekannt, galt jedoch als unerschlossen und seine Gipfel als unbestiegen.
- 1846 entdeckt Johann Gottfried Galle den Planeten Neptun. Die Existenz des Planeten war auf Grund anderer Beobachtungen vorhergesagt worden.
- 1870 entdeckt Heinrich Schliemann die Ruinen von Troja. Er gräbt sie an der von Homer bezeichneten Stelle aus.
- 1880 entdeckt Alphonse Laveran den Erreger der Malaria. Die Krankheit wurde schon im 5. Jh. v. Chr. von Hippokrates von Kos genau beschrieben.
- 1911 entdeckt Roald Amundsen den Südpol. Er war der erste Mensch am Pol. Dessen Existenz und Lage waren bekannt.
- 1964 entdecken Arno Penzias und Robert Woodrow Wilson die kosmische Hintergrundstrahlung.
- 1985 entdeckt eine amerikanisch-französische Expedition das Wrack der Titanic.